# Hypsugo arabicus
Hypsugo arabicus es una especie de murciélago de la familia Vespertilionidae.

## Distribución geográfica
Se encuentra en Irán y Omán.